# Pedro Homem da Costa e Noronha
Pedro Homem da Costa e Noronha. Foi filho de: Manuel Homem da Costa Noronha Ponce de Leão e D. Úrsula Quitéria Gertrudes do Canto.
Foi cavaleiro fidalgo da Casa Real, capitão-mor de Angra do Heroísmo. Foi senhor e herdeiro da casa e morgados dos seus antepassados.
Nasceu no dia 4 de Janeiro de 1754, e faleceu em 1819. Casou no dia 29 de Dezembro do ano de 1782, na Igreja da Conceição, de Angra do Heroísmo com D. Jerónima Ludovina do Canto e Castro.
Filhos de Pedro Homem da Costa Noronha e D. Jerónima Ludovina do Canto e Castro:
I - Manuel Homem da Costa de Noronha Ponce de Leão. Casou com D. Úrsula Cândida do Canto e Castro Pacheco.
Fonte: Nobiliário da ilha Terceira de Eduardo de Campos de Castro de Azevedo Soares, 2ª Edição Volume II, edit. 1944.